# Чала антилопа
Чала антилопа, одна з найпривабливіших антилоп Африки. Вперше описана 200 років тому, зараз вона є під загрозою зникнення, попри те, що вона є найбільш відтворним видом антилоп.

## Таксономічна характеристика
Чала антилопа (конеподібна антилопа, кінська антилопа) Hippotragus equinus (Desmarest, 1804) парнокопитна тварина з роду Шаблеріг Hippotragus Sundevall, 1846 , входить до підродини Шаблерогові Hippotraginae Brooke, 1876 родини Бикові Bovidae Gray, 1821

## Зовнішній вигляд та будова тіла
Велика, граціозна тварина з гострими вухами, прямою гривою та довгою шерстю на горлі. У неї бліде червонувато-коричневе або сірувато-коричневе забарвлення. Ноги темніші за решту тіла. Молоді антилопи світліші та червонувато-коричневіші. Голова темно-коричнева або чорна, біла навколо рота та носа, велика біла пляма перед очима та блідіша за ними. Низ живота теж білий. Вузькі та довгі вуха з темно коричневими щіточками на кінчиках. Товста шия з жорсткою прямостоячою гривою та чалий окрас уподібнюють тварин до коней. Грива антилоп з короткого жорсткого волосся з чорними кінчиками. На кінчику хвоста щітка з чорного волосся. Роги у обидвох статей ростуть з верхівки голови, масивні, серпоподібні (шаблеподібні) тягнуться назад рівною кривою, гострокінцеві майже до кінчиків, досягають в довжину 1 м. У самок дві пари сосків. Самці більші, з міцнішою статурою з довшими та товстішими рогами. Вага самців – 260-300 кг, самок – 225-275 кг. Довжина тіла 220-265 см. Висота плеча самців 150-160 см, самок – 140-160 см. Довжина хвоста 60-70 см.

## Ареал
Чала антилопа мешкає майже на всій території Африки від Південної Сахари до Ботсвани: у вологій савані півночі Африки (від Чаду до Ефіопії) та півдня; в центральній та південній Африці. Зустрічається на відкритих просторах, у трохи лісистих саванах з буйними середніми та високими багаторічними травами та доступом до питної води, у рідких листяних лісах та на гірських лугах на висоті до 2400 м. Уникає тропічних лісів та пустель.

## Розмноження
У чалих антилоп немає визначеного періоду розмноження та парування. Тічка у самиць розпочинається через два-три тижні після народження теляти, і вона може народжувати кожні 10 -10,5 місяців. Період вагітності триває від 260 до 281 дня. Це означає, що чалі антилопи можуть народити 6 телят за 5 років. Жодна інша велика антилопа Африки не має таких високих темпів розмноження. Самиці антилоп стають статевозрілими у віці 32 - 34 місяці. За тиждень-два до пологів вони залишають стадо та шукають місце, де б могли дати життя теляті та яке було б безпечне для нього. Завжди народжується тільки одне теля, вагою 13-18 кг, без запаху, ефективно замасковане, та залишаючись майже нерухомим, так зменшує шанси бути виявленим хижаками. Після пологів, на четвертий-п'ятий день самиці повертаються в стадо та залишають новонароджених телят у схованці на день. Коли починає смеркатись, вони повертаються до телят і проводять з ними всю ніч. Телята залишаються у схованці чотири або пять тижнів після народження та приєднуються до „телячого” стада тільки тоді, коли стануть досить сильними та міцними і зможуть уникати та тікати від небезпек. Самки піклуються про молодь доки ті не приєднаються до стада. У віці 4-6 місяців телята відучуються від материнського молока.
У дикій природі чалі антилопи живуть до 17 років.

## Поведінка
Антилопи здебільшого активні в холодніші частини дня: пасуться вранці та ввечері, можливо і вночі. У жаркі години дня відпочивають: стоять в тіні дерев або лежать у високій траві. 
Чалі антилопи є стадними тваринами, хоча ніколи не скупчуються у великих кількостях. Вони об’єднуються в стада чисельністю до 35 особин, хоча зазвичай групи налічують від 8 до 15 тварин. Стадо складається з домінуючого самця та групи самиць з молодняком. Домінуючий самець спаровується з самицями свого стада та активно їх охороняє. Самці б’ються між собою за право володіти власним стадом на колінах, за допомогою своїх шаблеподібних рогів. Ці битви можуть бути дуже жорстокими, але рідко їх наслідком є смерть тварини, вони переважно мають ритуальний характер з демонстрацією сили.
У групі самиць існує ієрархія, яка встановлюється у молодому віці у частих бійках. Всі антилопи підпорядковуються домінуючій самиці. У трирічному віці молодих самців примушують залишити стадо. Молоді самиці залишаються в стаді доти, доки воно не стане занадто великим. Коли стадо надто розростається то частина самиць з телятами залишають його та формують нове. Молоді самиці вигнані з стад об'єднуються утворюють холостяцькі гурти переважно з 3 - 5 особин, хоча спостерігався і гурт з 12 тварин, де вони проводять бійки за домінування серед ровесників. У віці 5-6 років холостяцькі гурти розпадаються. В цей час тварини ведуть самостійний та одинокий спосіб життя, і стають достатньо сильними та спритними, щоб поборотися з старими самцями за стадо самиць. Бійки за домінування рідко призводять до тілесних ушкоджень. Самець захищає смугу в 300-500 м навколо свого стада від потенційних суперників. Ці антилопи відрізняються від інших видів тим, що самець захищає своїх самиць від зазіхань інших самців, а не якусь певну ділянку території. Чалі антилопи не мігрують, є осілими тваринами, проте ділянка на якій пасеться стадо дуже велика (до 10 000 гектарів) і вони в залежності від сезону та наявності корму використовують то одну то іншу її частину почергово. На сусідні ділянки майже ніколи не заходять. Рухом стада та більшістю його переміщень керує найвпливовіша самиця, домінуючий самець теж слідує за нею. Перед тим як змінити пасовище, самець проводить розвідку території.
Система сигналів у цих антилоп майже повністю зосереджена у рухах голови, вух та хвоста. Прямостоячі вуха та притиснутий хвіст сигналізують покірність, а вуха у більш горизонтальному положенні з закинутими назад кінчиками є ознаками домінування та впливу. Сигнал тривоги – голосне фиркання. Втікають від небезпеки з витягнутою вперед головою. Якщо їх потурбувати, біжать на коротку дистанцію і оглядаються вивчаючи те що їх потурбувало. Можуть бігти зі швидкістю до 57 км/год на досить великій дистанції. Загнані або поранені тварини, переходять від втечі до агресивного нападу на суперника, люто шиплять та вищать, показуючи зуби, лупцюючи копитами, використовуючи грізні роги швидко та вправно. Чалі антилопи часто пасуться разом з іншими копитними тваринами. Здорові дорослі тварини відносно невразливі для хижаків, але молоді, хворі та старі особини можуть стати здобиччю левів, леопардів, гієн або гієноподібних собак.

## Харчування
Чалі антилопи є тваринами які пасуться та харчуються виключно трав'янистою рослинністю: багаторічними травами. Зрідка, за відсутності пасовищних кормів, до раціону входять молоді пагони дерев та кущів, опалі стручки акації. Ця властивість, через брак трав'янистих кормів, у багатьох місцях поширення цих тварин призвела до значного скорочення їх популяції. Харчуються травами на висоті 15-150 см. Вони не харчуються травами нижче 15 см і тому уникають ділянок з високою зосередженістю тварин, які харчуються короткими травами: імпал, гну та зебр. П'ють регулярно і у великих кількостях, тому не відходять дальше 4 км від джерела води.

## Збереження
У минулому антилопи були об'єктом полювання заради їхнього м'яса. Зараз полювання на них заборонено. За останнє десятиріччя кількість тварин стрімко зменшилася внаслідок забруднення навколишнього природного середовища, розширення сільськогосподарських угідь, незаконного полювання та хвороб. Вид включений в список „тварин які потребують охорони” МСОП. Чалі антилопи є важливою складовою харчового ланцюгу у екосистемі саван в якій вони живуть. Вони є важливим видом здобичі для місцевих хижаків. Тварини надзвичайно чутливі до деградації природного середовища, що робить їх індикаторами здоров'я екосистем, в яких вони живуть. Зникнення чалих антилоп на значній кількості земель їх попереднього поширення служить трагічним нагадуванням про втрату екологічної якості цими землями. Без належної охорони у національних парках та заповідниках, у них малі шанси на виживання.

## Походження назви
Наукова назва Hippotragus equinus означає „кінь схожий на рогатого коня”.
Докладніше:

Hippos – ( гр.) кінь; tragos – ( гр.) козел; Equus – ( лат.) кінь; отже equinus – кінський, що стосується коней.

Назва чала антилопа дана тварині за забарвлення, що нагадує чалу масть коня.